# Grodzisko (powiat piski)
Grodzisko (też Grodzisk, niem. Grodzisko, 1932–1945 Burgdorf) – wieś w Polsce położona w województwie warmińsko-mazurskim, w powiecie piskim, w gminie Biała Piska.
W latach 1975–1998 miejscowość należała administracyjnie do województwa suwalskiego.

## Historia
Wieś powstała w ramach kolonizacji Wielkiej Puszczy. Wcześniej był to obszar Galindii. Wieś ziemiańska, dobra służebne w posiadaniu drobnego rycerstwa (tak zwani wolni, ziemianie w języku staropolskim), z obowiązkiem służby rycerskiej (zbrojnej). W XV i XVI w. wieś, położona przy samej granicy z Mazowszem, wymieniana była w dokumentach pod nazwą: Okuroszicken, Okuroffzken, Okuroffsky, Okuroffskie, Okorofsker, Grodiβky. 
Wieś wzmiankowana już w 1471 r., lokowana w 1480 przez komtura Zygfryda Flacha von Schwartzburga na 22,5 łanach na prawie magdeburskim, z obowiązkiem jednej służby zbrojnej (rycerskiej) oraz jednej warty. Przywilej otrzymał Jan Okurowski, myśliwy na usługach Zakonu. Jednakże już w 1483 r. komtur bałgijski Erazm von Reitzenstein nadał te dobra Stanisławowi Okurowskiemu, który zakupił je od jakiegoś Grzegorza i Szymona (prawdopodobnie synowie Jana Okurowskiego). Stanisław Okurowski otrzymał także zezwolenie na wybudowanie młyna, za który raz z ziemią miał pełnić dwie służby zbrojne. Obecność młyna we wsi udokumentowana od roku 1579. 
Pierwotna nazwa wsi – Okurowskie – wzięła się od nazwiska pierwszego właściciela.